# Hans Ludwig Hess
Hans Ludwig Hess (Zürich, 5 juli 1788 - Zürich, 27 november 1866), was een Zwitsers politicus.
Hans Ludwig Hess was afkomstig uit een patriciërsfamilie. Hij studeerde medicijnen in de stad Zürich en daarna te Wenen (1811-1812). Hij was nadien legerarts in dienst van het Oostenrijkse leger (1813-1815) en daarna hoofdlegerarts in dienst van het leger van het Eedgenootschap (1815). In 1818 werd hij armendokter in de stad Zürich. Hij was daarna leraar aan het Instituut voor Medicijnen van Zürich (1819-1823) en daarna districtsdokter (1823-1847).
Hans Ludwig Hess deed in 1831 zijn intrede in de gemeentelijke politiek. Hij werd voor de conservatieven in de gemeenteraad gekozen. In 1832 werd hij als afgevaardigde van de Smederijgilde in de Grote Raad van het kanton Zürich gekozen. Als conservatief vertegenwoordigde hij de stedelijke handwerkers- en nijverheidsgilden en verzette zich tegen de liberalen die zich tegen het gildesysteem keerden.
Hans Ludwig Hess werd in 1840 tot stadspresident van Zürich (dat wil zeggen burgemeester) gekozen. Hij bleef stadspresident tot 1863.
Hans Ludwig Hess kreeg in 1859 de Verdienstenmedaille in goud van de stad Zürich. Hij overleed op 27 november 1866 in zijn geboortestad.